# Jean-Baptiste L'Olivier
Jean-Baptiste-Joseph L'Olivier, homme de guerre et général est né à Ath, le 19 novembre 1749 et décédé le 16 avril 1819 à Bruxelles.

## Biographie
Il entra au service comme soldat dans le régiment austro-belge de Clerfayt, et devint plus tard adjudant du général Charles Alten. Celui-ci ayant été arrêté, pour avoir rendu la place de Namur dont il était le gouverneur, et ayant été enfermé dans la forteresse de Luxembourg, L'Olivier partagea volontairement la captivité de son chef, et resta prisonnier avec lui.
 
En 1792, il entra au service de la France et fit la campagne de Hollande, comme adjudant du général Dumonceau. Il s'attacha ensuite au service de la république batave, et parvint au grade de général. Ayant obtenu sa pension, il vint s'établir à Bruxelles ; mais, en 1803, Napoléon Ier le rappela à l'activité, le nomma colonel de l'armée française et le chargea de la formation et du commandement du 112e régiment d'infanterie de ligne qui fut créé en 1803 avec des conscrits et volontaires belges. 
Nommé officier de la Légion d'honneur le 14 juin 1804, il est placé, en 1807, de nouveau en non-activité, à cause de ses blessures et de ses infirmités, et revint fixer sa résidence à Bruxelles, où il mourut en 1819.